# شركة كوريا للطرق السريعة

الشعار السابق للشركة (1989~2007)

شركة كوريا للطرق السريعة (الكورية: 한국도로공사) هي شركة حكومية كورية جنوبية تدير الطرق ذات الرسوم في كوريا الجنوبية.

## وصلات خارجية
- الموقع الرسمي (بالإنجليزية)
- الموقع السابق